# Marimbondo-chapéu
O marimbondo-de-chapéu (Apoica pallida) é uma espécie de vespa do gênero Apoica e da família Vespidae. A espécie foi descrita pela primeira vez por Olivier em 1791 e Nenhuma subespécie está listada na taxonomia.

## Outros nomes e etimolgia
Além de marimbondo-chapéu, a espécie também é conhecida como beijucaba, marimbondo-cego, caba-cega, caba-de-ladrão, vespa-cega e enxu de chapéu.

## Características
Apoica pallida possui coloração amarela, e ocelos notavelmente desenvolvidos, derivados de seu hábito noturno. Seu nome popular se deve ao fato de construir ninhos que assemelham-se a um chapéu sem abas. É um vespídeo com cerca de 3 centímetros de comprimento, com abdome amarelo-enxofre, cabeça e tórax bronze-amarronzado. Não perde o ferrão após a ferroada, podendo ferroar por mais de uma vez. 

## Ocorrência
A espécie ocorre em praticamente todo o território brasileiro, menos em matas fechadas. Apoica pallida têm preferência por espaços abertos como cerrados, capoeiras, nordas de matas e caatinga. Alimenta-se de néctar e pequenos insetos.